# Chyť toho králíka!
Chyť toho králíka! (anglicky „Catch That Rabbit“) je vědeckofantastická povídka spisovatele Isaaca Asimova, poprvé vyšla v únoru 1944 v časopise Astounding Science Fiction. Byla následně zařazena do sbírek  I, Robot (1950) a The Complete Robot (1982). Česky vyšla ve sbírkách Robohistorie I. a Já, robot
Mike Donovan a Greg Powell nyní pracují na důlní stanici na asteroidu, tentokrát jim dělá vrásky robot DV-5 řečený „Dave“. Tento moderní robot zodpovídá při těžbě rudy za dalších 6 jednodušších modelů, ale když skupinu nikdo nehlídá, roboti (včetně DV-5) přestávají pracovat.

## Postavy
- Gregory Powell
- Michael Donovan
- robot DV-5 „Dave“ a 6 jednodušších robotů

## Děj
Kontroloři robotů Mike Donovan a Greg Powell testují na důlní stanici na asteroidu nový model tzv. skupinového robota. Jde typ DV-5 „Dave“, jenž díky pozitronickému poli ovládá dalších 6 jednodušších robotů, kterým se říká „prsty“. Když na ně technici dohlížejí, všichni roboti pracují naprosto spolehlivě. Problém nastává, když mají pracovat samostatně. Vykazují málo odvedené práce. Donovan s Powellem tajně nainstalují v dolech kameru a pozorují roboty. Zaregistrují podivné pochody a tance robotů. V jejich podání jsou naprosto zesynchronizované. Tento jev nastává v okamžiku, kdy se má hlavní robot nějak rozhodnout či při zvýšeném nebezpečí. Technici Powell a Donovan přijdou na to, že problémem je obvod osobní iniciativy. Při nebezpečné situaci musí Dave kontrolovat a udílet příkazy všem 6 „prstům“, kteří jinak pracují samostatně. Jak kontroloři zjistí, ostatní roboti neví, proč tančí. Přijde pouze povel, který uposlechnou. Powell s Donovanem se rozhodnou připravit DV-5 umělou riskantní situaci. Berou nálože a chystají se odpálit menší zával poblíž místa, kde roboti pracují. Zával je však odřízne. Roboti začnou tančit a Mike s Greggem je nedokážou na sebe upozornit. Powell postřelí a vyřadí z činnosti jednoho z podřízených robotů, což sníží Daveovi míru zodpovědnosti a nyní je schopen slyšet jejich volání o pomoc. První zákon robotiky má teď nejvyšší prioritu a oba technici jsou zachráněni.
| „                | Protože jsme oba projevili tak málo prozíravosti, že jsme se osvědčili, dostáváme za odměnu ty nejhorší úkoly. | “ |
| — Gregory Powell | |   |